# Ia io
Ia io — вид рукокрилих, родини Лиликові. Окрім сучасного виду, відомий також викопний — †Ia lanna Mien & Ginsburg, 1997

## Поширення, поведінка
Країни поширення: Китай, Індія, Лаос, М'янма, Непал, Таїланд, В'єтнам. Був записаний на висотах від 200 м до 1700 м над рівнем моря. Цей вид пов'язаний з вологим тропічним лісом, де він є виключно печерним видом. Їх їжею є комахи, також іноді харчується дрібними птахами. Цей кажан покидає спальне місце вже в другій половині дня задля пошуків їжі. У зимові місяці може мігрувати в більш теплі регіони.

## Морфологія
Морфометрія. Довжина голови й тіла: 89—104 мм, хвіст довжиною 61—83 мм, довжина передпліччя: 71.5—80 мм.
Опис. Верх тіла монотонний димчасто-коричневий; низ темного сірувато-коричневого кольору. Лице відносно безволосе, але середини вух густо вкриті волоссям зверху. Кінчик хвоста злегка виступає за межі міжстегнової мембрани. Ia має таку ж зубну формулу, як Pipistrellus, в той час як Eptesicus відрізняється від їх обох, маючи тільки один верхній премоляр.